# Universités et collèges au Somaliland
 (septembre 2024).
Si vous disposez d'ouvrages ou d'articles de référence ou si vous connaissez des sites web de qualité traitant du thème abordé ici, merci de compléter l'article en donnant les références utiles à sa vérifiabilité et en les liant à la section « Notes et références ».
Cet article contient la liste des universités et des collèges au Somaliland.

## Hergeisa
- Université d'Hergeisa
- Université Amoud
- Université de technologie du Somaliland
- Université Gollis
- Collège universitaire Admas–Hargeisa
- Université internationale de cor
- Université de l'espoir

## Burao
- Université de Burao
- Collège universitaire d'Abbis

## Berbera
- Université marine de Berbera
- Université Alpha

## Erigavo
- Université des sciences et de la technologie de Sanaag

## Las Anod
- Université nationale d'Ilays
- Université Nugaal

## Autres villes
- Université de Maakhir
- Université Tima-ade